# Italo-Américains
Les Italo-Américains (en anglais : Italian Americans) sont des Américains ayant partiellement ou en totalité des ancêtres italiens.
Cette expression désigne aussi bien un Américain d'ascendance italienne, qu'un immigrant italien aux États-Unis. Bien que les Italiens soient arrivés tôt dans le « nouveau monde », l'immigration italienne des États-Unis commença réellement dans les années 1880, et connut son apogée de 1900 à 1914. Environ un tiers de ces immigrants n'avaient l'intention de ne rester que provisoirement pour gagner de l'argent et retourner en Italie. Si 46 % des arrivants entre 1899 et 1924 retournèrent  effectivement au pays, les autres décidèrent de rester, ou y furent obligés à cause de la Première Guerre mondiale. Seuls les Irlandais, les Allemands et plus tard les Mexicains émigrèrent dans de telles proportions.
Selon l'American Community Survey, 16,8 millions d'Américains (5,2 % de la population totale) déclarent avoir au moins un ancêtre italien, faisant de l'ascendance italienne la septième plus grande origine européenne aux États-Unis.

## Histoire

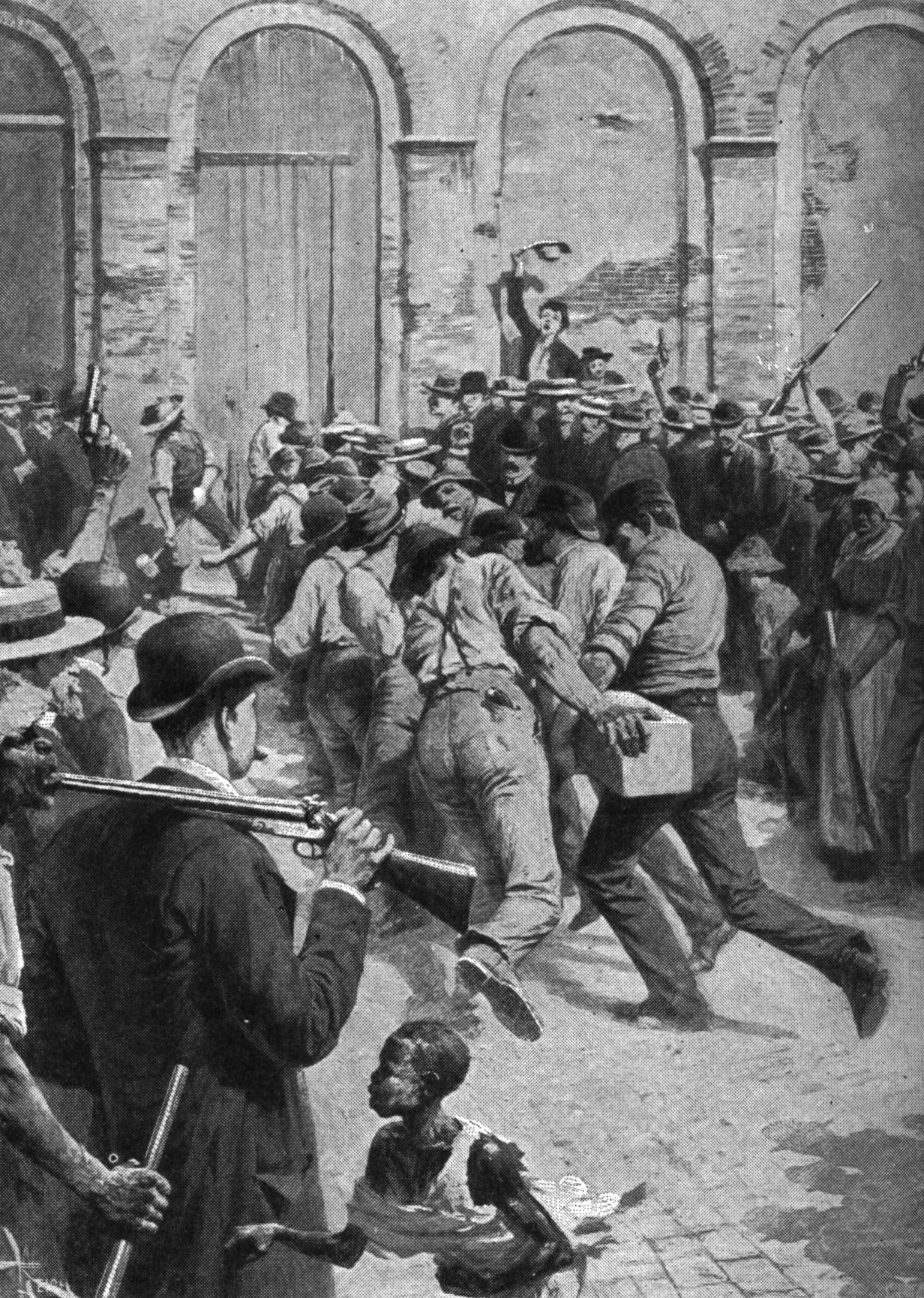
Lynchage d'Italo-Américains en 1891 à La Nouvelle-Orléans après l'assassinat du chef de la police de La Nouvelle-Orléans, David Hennesy.

Avant toute véritable « immigration » italienne, des explorateurs italiens comme Christophe Colomb, Amerigo Vespucci ou Jean Cabot contribuèrent à la découverte des États-Unis, ouvrant la voie à l'exploration et la colonisation du continent. Les premiers immigrés italiens arrivèrent assez tôt aux États-Unis, par petit groupes. Certains d'entre eux contribuèrent à la fondation de grandes villes comme Détroit (Alphonse de Tonti) ou la La Nouvelle-Orléans (Henri Tonti), et à l'exploration de nouvelles régions, comme le missionaire jésuite Eusebio Francesco Chini. 
Après 1783, date de l'indépendance du pays, un grand nombre de réfugiés politiques italiens s'installèrent aux États-Unis, après l'échec des mouvements révolutionnaires de 1848 et 1861. Ainsi, Giuseppe Garibaldi résida aux États-Unis entre 1850 et 1851. 
La majorité du processus d'immigration italienne se déroula entre les années 1880 et 1960. Beaucoup d'immigrés italiens étaient originaires du sud de l'Italie et de Sicile, paysans pauvres et peu éduqués, principalement poussés au départ par la misère économique de leur région. Entre 1880 et 1900, 655 888 sont arrivés aux États-Unis. Deux tiers d'entre eux étaient des hommes. 
Aux États-Unis, les italiens dominaient des quartiers spécifiques (souvent appelé little Italy, petite Italie en français). Les immigrants arrivaient avec très peu d'argent et ne demandaient qu'à travailler. Ces quartiers étaient généralement remplis de taudis surpeuplés dotés de peu d'hygiène. La tuberculose faisait son chemin. Dans la période des années 1890-1920, les immigrés italiens furent souvent stéréotypés comme étant violents et contrôlés par la mafia. Dans les années 1920, beaucoup d'Américains utilisèrent l'exemple de Sacco et Vanzetti, dans lequel ces deux anarchistes Italiens ont été condamnés à mort sans preuves tangibles (leur innocence ne sera reconnue que plusieurs décennies après leur exécution). 
De 1880 à 1914, 13 millions d'Italiens ont émigré hors d'Italie, faisant de l'Italie le point de départ de l'une des plus grandes émigrations volontaires de l'histoire du monde. Durant cette période de migration massive, 4 millions d'Italiens sont arrivés aux États-Unis, dont 3 millions entre 1900 et 1914. La principale raison de l'immigration vient de l'unification italienne en 1861, qui a considérablement aggravé les conditions économiques de la population. Les principaux facteurs qui ont contribué à l'important exode du Nord et du Sud de l'Italie après l'unité italienne sont les troubles politiques et sociaux, l'allocation par le gouvernement de beaucoup plus de ses ressources à l'industrialisation du Nord qu'à celle du Sud, une charge fiscale inéquitable dans le Sud, les tarifs douaniers sur les produits du Sud, l'épuisement et l'érosion des sols, et la conscription militaire durant sept ans. La plupart des immigrés italiens prévoyaient de rester quelques années, gagner de l'argent pour aider leurs familles et de rentrer chez eux.

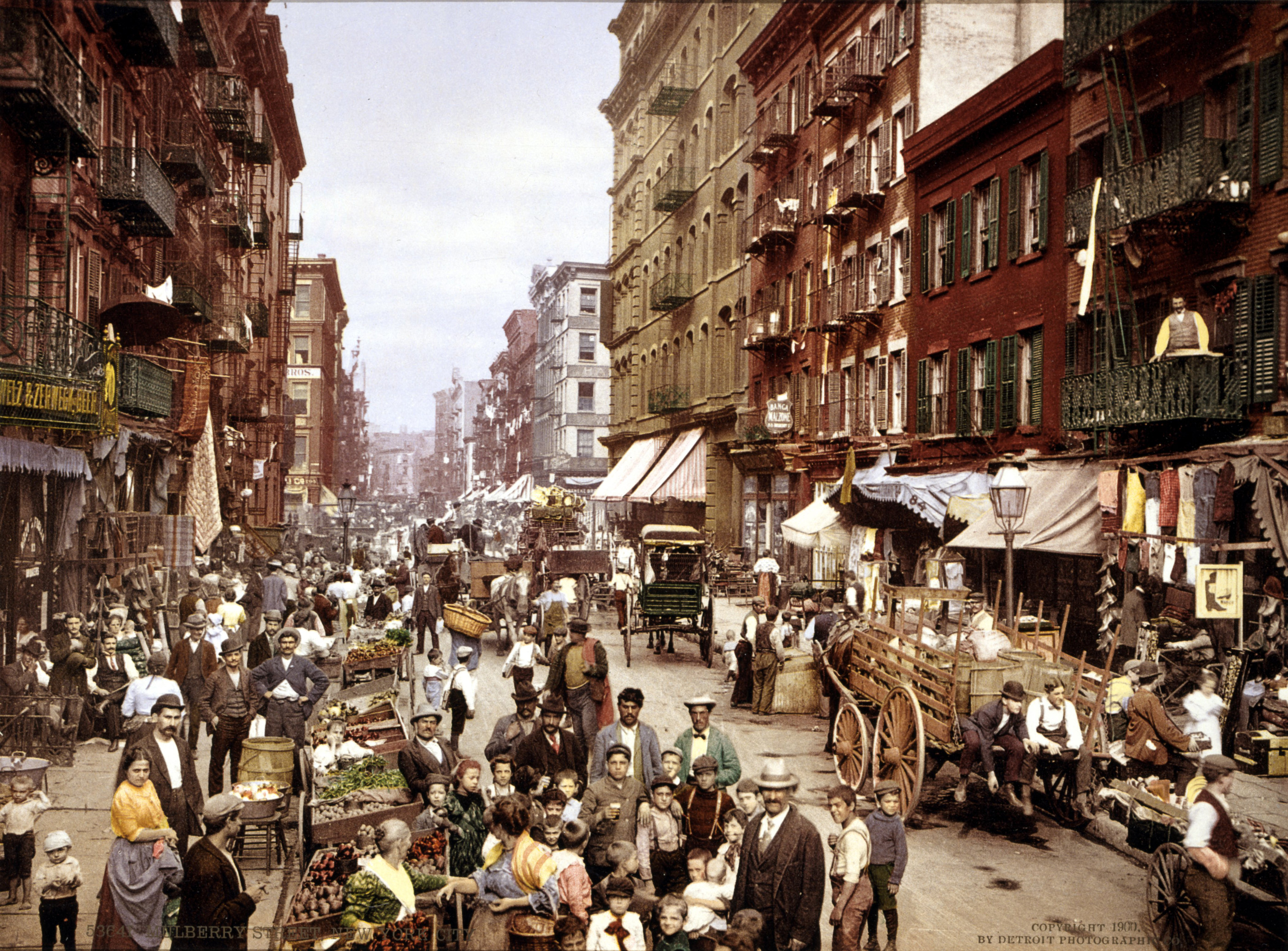
Mulberry Street, rue principale de Little Italy à New-York, v. 1900.

On estime que 49 % des Italiens qui ont émigré aux Amériques entre 1905 (lorsque les statistiques sur la migration de retour ont commencé) et 1920 ne sont pas restés aux États-Unis. Surnommés les « oiseaux de passage », ils n'avaient l'intention de rester aux États-Unis que pour un temps limité, pour ensuite rentrer en Italie avec suffisamment d'économies pour s'y établir. Alors que beaucoup sont retournés en Italie, d'autres ont choisi de rester ou ont été empêchés de revenir par le déclenchement de la Première Guerre mondiale,. La très grande majorité de ceux qui sont restés se sont assimilés à la nation et à la culture américaine.
Entre la fin du XIXe siècle et le début du XXe siècle, les immigrés italiens ont parfois été sujets à une certaine xénophobie. En 1891, onze immigrants italiens furent tués à La Nouvelle-Orléans lors d'une irruption de la foule dans la prison de la ville. Dix-neuf Italiens avaient été accusés du meurtre du chef de la police David Hennessy et neuf d'entre-eux avaient été inculpés. Six avaient été acquittés lors du procès et une annulation du procès a été déclarée pour les trois autres car le jury n'avait pas réussi à s'entendre sur le verdict. Une rumeur se répandit en ville que le crime organisé italo-américain était responsable du meurtre du chef de la police, dans une période de sentiment italophobe et de criminalité croissante. Les immigrés italiens étaient également connus pour préférer les élus de la ville en proie au scandale au nouveau maire démocrate réformiste, dont le propre rôle dans l'incitation à la violence qui a suivi pourrait bien avoir été une tentative d'abuser du pouvoir du gouvernement pour réprimer ses adversaires politiques. Cela a été le plus grand lynchage dans l'histoire des États-Unis. 
Pendant la période d'immigration massive aux États-Unis, les immigrés italiens ont connu à plusieurs reprises des discriminations en matière de logement et d'emploi. Ils ont souvent été victimes de préjugés, d'exploitation économique et parfois même de violence, notamment dans le Sud. À partir de la fin des années 1880, la xénophobie anti-italienne augmenta et plusieurs églises catholiques ont été vandalisées et incendiées. Une grande partie de l'hostilité anti-italienne aux États-Unis était dirigée contre les Italiens du Sud et les Siciliens, qui ont commencé à immigrer en grand nombre aux États-Unis après 1880. Avant cela, il y avait relativement peu d'immigration italienne aux États-Unis.
Selon Jennifer Guglielmo, les immigrés italiens « étaient confrontés à des masses de livres, de magazines et de journaux qui bombardaient les Américains d’images d’Italiens présentés comme des individus de race suspecte. Ils pouvaient être exclus de l’accès aux écoles, aux cinémas et aux syndicats ou confinés, dans les églises, aux bancs réservés aux Noirs. Ils étaient décrits dans la presse comme les membres d’une race criminelle « à la peau basanée » et « aux cheveux crépus », et on les couvrait dans la rue d’épithètes telles que « métèques » ou « Noirs de Guinée » – une expression moqueuse appliquée aux esclaves africains et à leurs descendants – ou d’insultes racistes faisant références à celle utilisées pour les Afro-Américains comme « nègres blancs » et « nègres macaronis ». »

## Culture

### Folklore

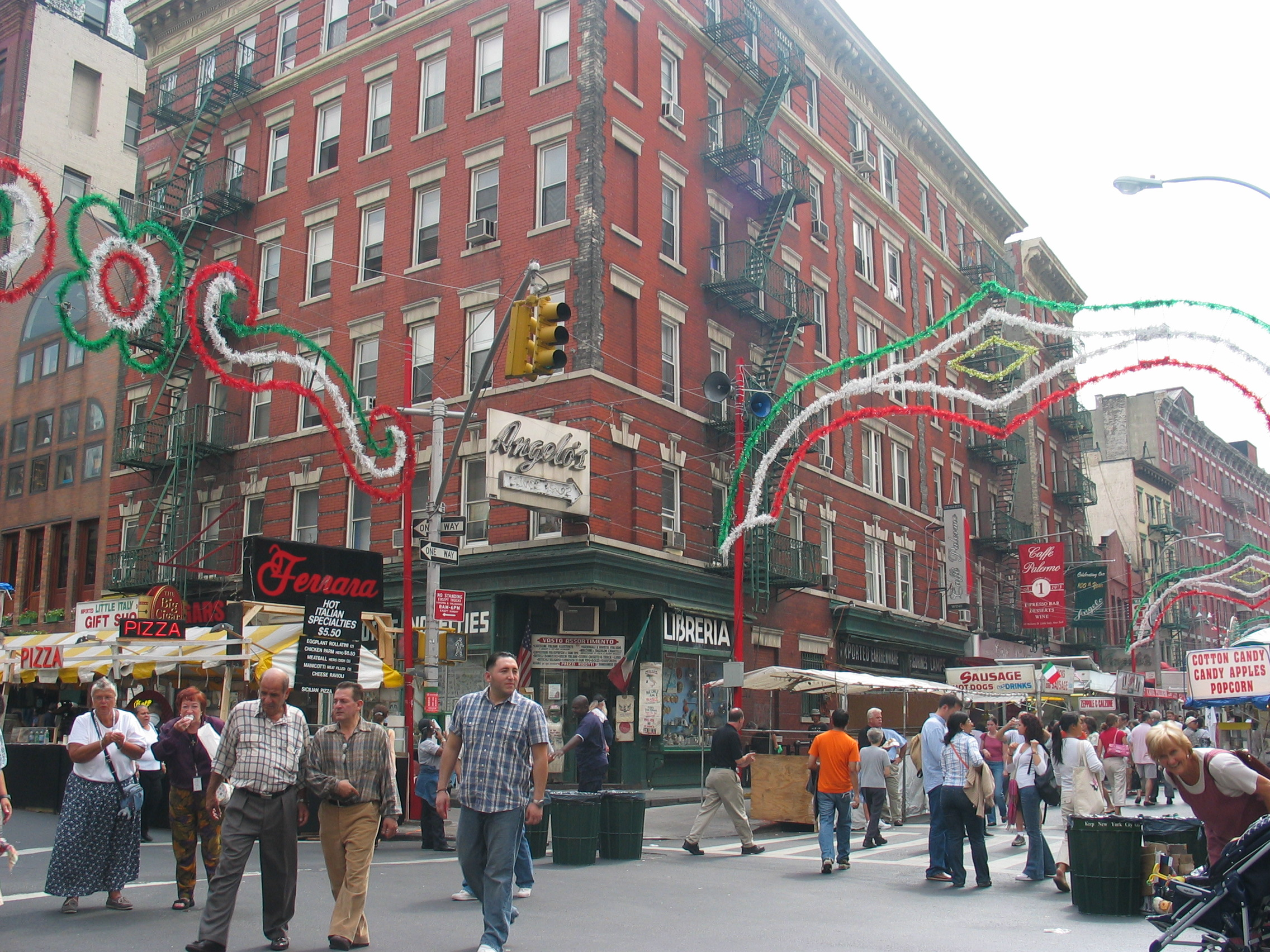
Fête de San Gennaro à New York.

La très grande majorité des immigrés italiens se sont pleinement assimilés à la nation et à la culture américaine. Cependant, il subsiste encore une petite minorité vivant dans des quartiers spécifiques (souvent désignés comme une Little Italy) où l'on peut trouver des célébrations festives telles que la fête de San Gennaro à New York ou celle de Notre-Dame du Mont-Carmel dans le quartier Williamsburg de Brooklyn à New York. Les fêtes italiennes impliquent une exposition élaborée de la dévotion à Dieu et aux saints patrons. Lors du dernier dimanche d'août, les habitants de North End à Boston célèbrent la « Fête de toutes les fêtes » en l'honneur d'Antoine de Padoue, qui a débuté il y a 300 ans dans le Montefalcione, en Italie. La plus connue est peut-être la fête de saint Joseph célébrée le 19 mars. Ces fêtes sont bien plus que des événements simplement isolés dans l'année. La fête (festa en italien) est un terme générique pour les diverses activités laïques et religieuses, internes et externes entourant une fête religieuse. Les fêtes italiennes se composent ainsi de repas en commun, de services religieux, de jeux de hasard et d'habileté et de processions en plein air autour de statues resplendissantes de bijoux et de dons. La célébration a lieu habituellement pendant plusieurs jours, et est préparée au cours des mois précédents par une communauté ecclésiastique ou une organisation religieuse.
Actuellement, il y a plus de 300 fêtes italiennes célébrées à travers les États-Unis. La plus importante est la festa italiana (ar), qui se tient chaque été à Milwaukee. Ces fêtes sont fréquentées chaque année par des millions d'Américains venus d'horizons divers qui se réunissent pour écouter la musique italienne et goûter ses spécialités culinaires, qui constituent toujours deux composantes majeures de l'héritage italien.

## Démographie

### Nombre par État
- New York 3 254 298
- New Jersey 1 590 225
- Pennsylvanie 1 547 470
- Californie 1 149 351
- Floride 1 147 946
- Massachusetts 918 838
- Illinois 739 284
- Indiana 200 000
- Ohio 720 847
- Connecticut 652 016
- Michigan 484 486
- Texas approx. 363 354
- Louisiane approx. 195 561

### Pourcentage
- Rhode Island 19,7 %
- Connecticut 18,6 %
- New Jersey 16,8 %
- New York 16,4 %
- Massachusetts 14,5 %
- Pennsylvanie 13 %

### Pratique de l'italien

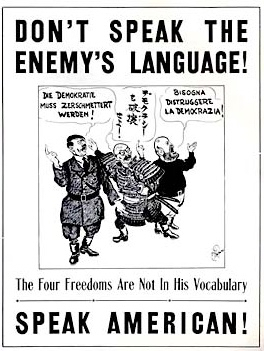
Affiche durant la Seconde Guerre mondiale placardée dans les bureaux de poste et les bâtiments gouvernementaux.

| État          | Nombre  | % (de la pop.) | Différence par rapport à 2000 |
| ------------- | ------- | -------------- | ----------------------------- |
| New York      | 156 901 | 0,8            | ▼ −46,68 %                    |
| New Jersey    | 62 846  | 0,7            | ▼ −45,99 %                    |
| Californie    | 58 174  | 0,1            | ▼ −30,91 %                    |
| Floride       | 46 549  | 0,2            | ▼ −30,79 %                    |
| Pennsylvanie  | 34 467  | 0,3            | ▼ −51,07 %                    |
| Massachusetts | 31 456  | 0,5            | ▼ −47,41 %                    |
| Illinois      | 29 305  | 0,2            | ▼ −43,62 %                    |
| Connecticut   | 28 175  | 0,8            | ▼ −44,64 %                    |
|               |         |                |                               |
| Total         | 584 126 | 0,2            | ▼ −42,07 %                    |